# Dido grundar Karthago
Dido grundar Karthago (engelska: Dido building Carthage, or The Rise of the Carthaginian Empire) är en oljemålning av den engelske konstnären William Turner. Den målades 1815 och ingår sedan 1856 i National Gallerys samlingar i London. 
Enligt grekisk och romersk mytologi grundades Karthago av den feniciska prinsessan Dido av Tyrus. I Vergilius nationalepos Aeneiden berättas det om att hon välkomnade den landsflyktige hjälten Aeneas av Troja. De inledde en kärleksrelation, men Aeneas övergav henne senare på Jupiters befallning varvid Dido tog sitt liv i förtvivlan. I målningen avbildas Dido till vänster i blå dräkt och med diadem. Hon står vid sin make Sychaeus gravmonument. Den hjälmprydde mannen bredvid henne föreställer sannolikt Aeneas. 
Turner målade ett tiotal tavlor med motiv från antikens Karthago. År 1817 målade han Karthagiska imperiets nedgång (engelska: The Decline of the Carthaginian Empire) som utgjorde en pendang till Dido grundar Karthago; tavlorna skildrar Karthago uppgång respektive fall. I Turners första testamente från 1829 donerade han de båda tavlorna till det förhållandevis nyöppnade National Gallery, under förutsättning att de skulle paras ihop med Hamnscen med drottningen av Sabas avfärd (1648) av den franske barockkonstnären Claude Lorrain som han beundrade. I ett andra testamente från 1831 ändrade han sig och donerade hela sin samling (362 oljemålningar och 19 000 akvareller och teckningar) under förutsättning att Dido grundar Karthago och Sun rising through Vapour (före 1807) skulle ställas ut med Claudes Hamnscen med drottningen av Sabas avfärd och Landskap med Isak och Rebeckas bröllop (1648). Dessa fyra tavlor är idag utställda tillsammans på National Gallery, medan Karthagiska imperiets nedgång och ytterligare ett stort antal verk av Turner i början av 1900-talet överfördes till Tate Gallery.

## Galleri

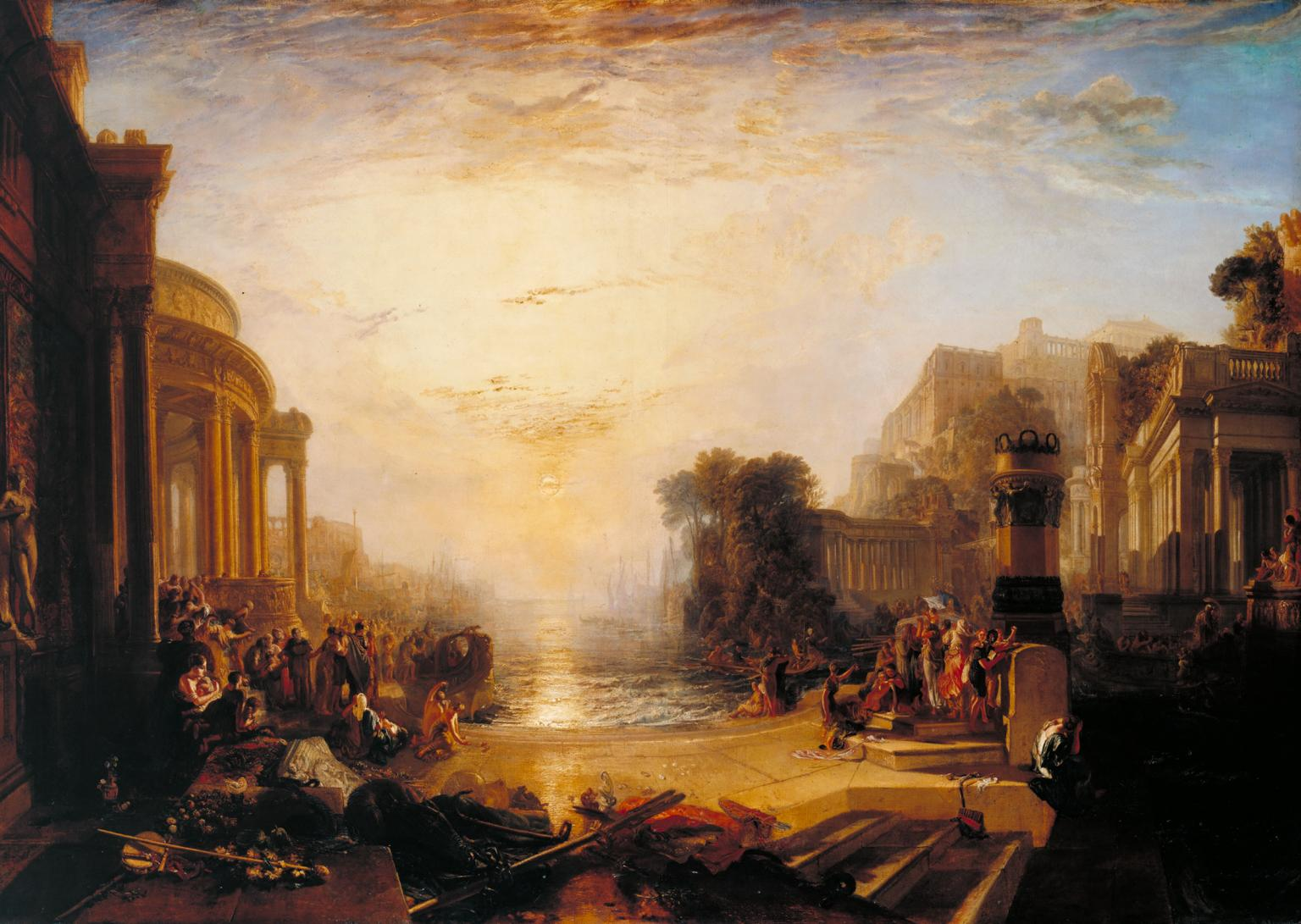
Karthagiska imperiets nedgång (1817), Tate Gallery.
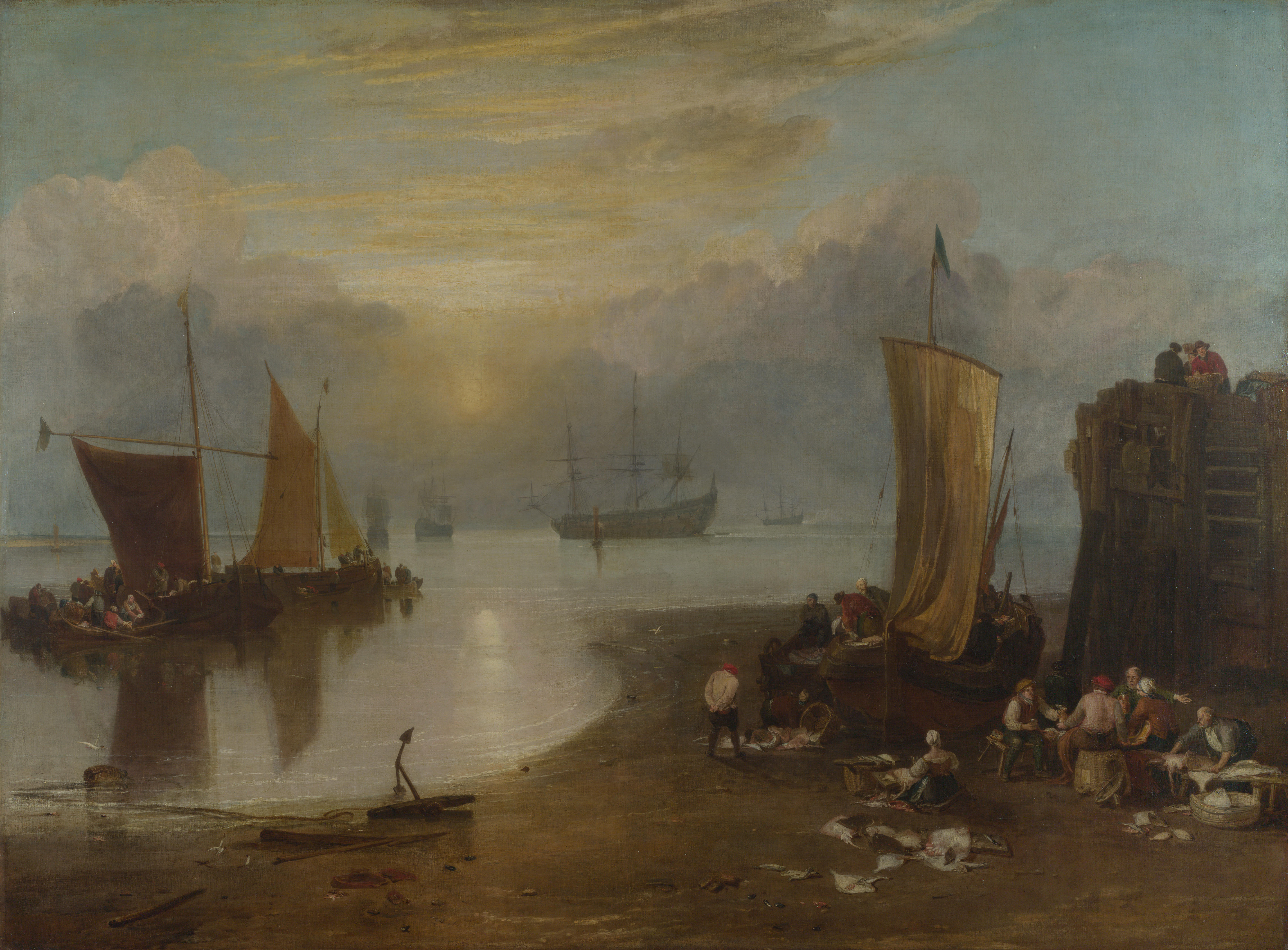
Sun rising through Vapour (före 1807), National Gallery.
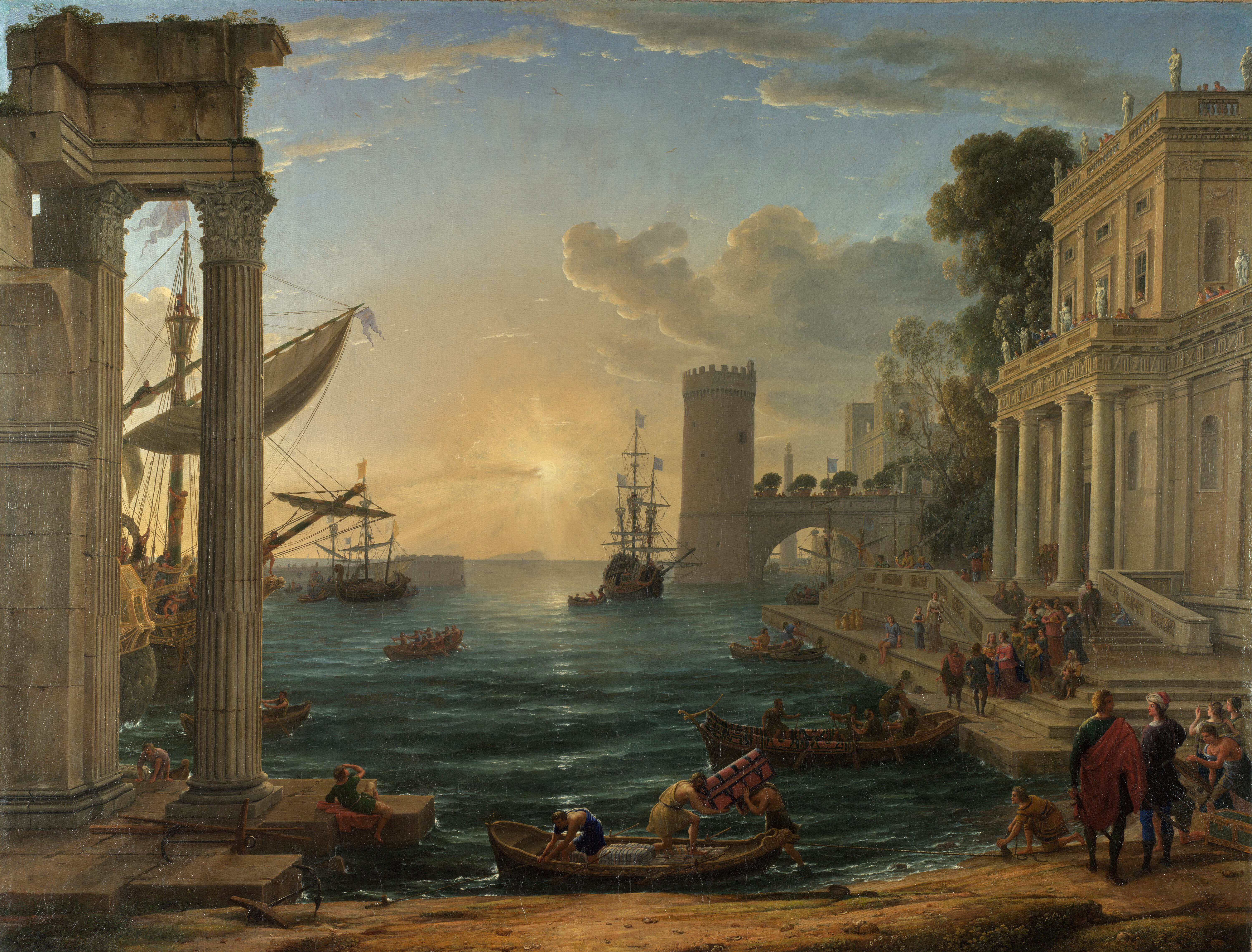
Claude Lorrains Hamnscen med drottningen av Sabas avfärd (1648), National Gallery.